# Fußball-Weltmeisterschaft 2014/England
Dieser Artikel behandelt die englische Fußballnationalmannschaft bei der Fußball-Weltmeisterschaft 2014. England nahm zum 14. Mal an der Endrunde und zum dritten Mal an einer Endrunde in Südamerika teil. Für die bis dahin letzte Endrunde 1978 in Südamerika konnte sich England nicht qualifizieren.

## Qualifikation
England spielte in der europäischen Qualifikationsgruppe H. Gegner waren die Ukraine, Montenegro, Polen, Moldawien und San Marino. England wurde ungeschlagen mit sechs Siegen und vier Remis Gruppensieger, qualifizierte sich aber erst am letzten Spieltag für die Endrunde, denn zwar konnte gegen die schwächeren Mannschaften Moldawien und San Marino hoch gewonnen werden, gegen die direkten Konkurrenten reichte es aber zunächst nur zu Remis. Erst in den beiden letzten Spielen gegen Montenegro und Polen konnten auch die Konkurrenten besiegt werden. Die zweitplatzierte ukrainische Mannschaft, gegen die es zwei Remis gab, scheiterte in den Playoff-Spielen der Gruppenzweiten an Frankreich.

### Gruppenphase
Tabelle
| Pl. | Team       | Sp. | S | U | N  | Tore    | Diff. | Punkte |
| --- | ---------- | --- | - | - | -- | ------- | ----- | ------ |
| 1.  | England    | 10  | 6 | 4 | 0  | 031:400 | +27   | 22     |
| 2.  | Ukraine    | 10  | 6 | 3 | 1  | 028:400 | +24   | 21     |
| 3.  | Montenegro | 10  | 4 | 3 | 3  | 018:170 | +1    | 15     |
| 4.  | Polen      | 10  | 3 | 4 | 3  | 018:120 | +6    | 13     |
| 5.  | Moldau     | 10  | 3 | 2 | 5  | 012:170 | −5    | 11     |
| 6.  | San Marino | 10  | 0 | 0 | 10 | 001:540 | −53   | 0      |

| Datum        | Ort              | Heimmannschaft | - | Gast       | Ergebnis  | Torschützen für England |
| ------------ | ---------------- | -------------- | - | ---------- | --------- | --- |
| 07.09.2012   | Chișinău (MDA)   | Moldawien      | – | England    | 0:5 (0:3) | Lampard (4., 29.), Defoe (32.), Milner (74.), Baines (83.)                                                                  |
| 11.09.2012   | London           | England        | – | Ukraine    | 1:1 (0:1) | Lampard (87./Elfm.) |
| 12.10.2012   | London           | England        | – | San Marino | 5:0 (2:0) | Rooney (35./ Elfm., 70.), Welbeck (37., 72.), Oxlade-Chamberlain (77.)                                                      |
| 17.10.2012 1 | Warschau (POL)   | Polen          | – | England    | 1:1 (0:1) | Rooney (31.) |
| 22.03.2013   | Serravalle (SMR) | San Marino     | – | England    | 0:8 (0:5) | Della Valle (12./ET), Oxlade-Chamberlain (29.), Defoe (34., 77.), Young (39.), Lampard (42.), Rooney (54.), Sturridge (70.) |
| 26.03.2013   | Podgorica (MNE)  | Montenegro     | – | England    | 1:1 (0:1) | Rooney (6.) |
| 06.09.2013   | London           | England        | – | Moldawien  | 4:0 (3:0) | Gerrard (12.), Lambert (26.), Welbeck (45.+1, 50.)                                                                          |
| 10.09.2013   | Kiew (UKR)       | Ukraine        | – | England    | 0:0       | |
| 11.10.2013   | London           | England        | – | Montenegro | 4:1 (0:0) | Rooney (48.), Bošković (62./ ET), Townsend (78.), Sturridge (90.+3/Elfm.)                                                   |
| 15.10.2013   | London           | England        | – | Polen      | 2:0 (1:0) | Rooney (41.), Gerrard (88.)                                                                                                 |

Insgesamt setzte Teammanager Roy Hodgson, der die Mannschaft kurz vor der EM 2012 übernommen hatte, in den 10 Spielen 32 Spieler ein. Nur Torhüter Joe Hart machte alle Spiele mit. Bester Torschütze war Wayne Rooney mit sieben Toren, womit er siebtbester europäischer Torschütze war. Elf weitere Spieler steuerten den Rest bei, zudem profitierte England von zwei Eigentoren gegnerischer Spieler. Am 10. September 2013 machte Frank Lampard im 100. WM-Qualifikationsspiel der englischen Mannschaft sein 100. Länderspiel. Mit Ross Barkley, Jonjo Shelvey und Andros Townsend hatten auch drei Spieler in den Qualifikationsspielen ihren ersten Einsatz in der A-Nationalmannschaft.

## Vorbereitung
2014 fanden folgende Spiele statt:
- 05. März in London gegen Dänemark: 1:0 (Torschütze: Sturridge/82.)
- 30. Mai in London gegen Peru: 3:0 (Torschützen: Sturridge/32., Cahill/65. und Jagielka/70.)
- 04. Juni in Miami Gardens gegen Ecuador: 2:2 (Torschützen für England: Rooney/29. und Lambert/51.)
- 07. Juni in Miami Gardens gegen Honduras: 0:0

Die beiden letzten Spiele fanden während des Trainingslagers in Miami statt.

## Kader
Eine vorläufige Spielerliste mit 30 Spielern musste bis zum 13. Mai 2014 bei der FIFA eingereicht werden. Die definitive Liste mit 23 Spielern musste bis spätestens zum 2. Juni 2014 bei der FIFA eingehen.
Am 12. Mai 2014 wurde der Kader benannt. Acht Spieler standen auch im Kader der letzten WM als England im Achtelfinale ausschied. Nicht berücksichtigt wurde Ashley Cole, der daraufhin seinen Rücktritt erklärte.
| Nr.               | Spieler                 | Verein               | Länderspiel- einsätze * | Länderspiel- tore * | Geburtsdatum      | Spiele   | Tore     | Gelbe Karten | Gelb-Rote Karten | Rote Karten | WM-Teilnahmen | WM-Spiele (vor 2014) | WM-Tore (vor 2014) |
| Torhüter          | Torhüter                | Torhüter             | Torhüter                | Torhüter            | Torhüter          | Torhüter | Torhüter | Torhüter     | Torhüter         | Torhüter    | Torhüter      | Torhüter             | Torhüter           |
| ----------------- | ----------------------- | -------------------- | ----------------------- | ------------------- | ----------------- | -------- | -------- | ------------ | ---------------- | ----------- | ------------- | -------------------- | ------------------ |
| 22                | Fraser Forster          | Celtic GlasgowM      | 001                     | 0                   | 17. März 1988     | 0        | 0        | 0            | 0                | 0           |               |                      |                    |
| 13                | Ben Foster              | West Bromwich Albion | 007                     | 0                   | 3. April 1983     | 1        | 0        | 0            | 0                | 0           |               |                      |                    |
| 01                | Joe Hart                | Manchester CityM     | 041                     | 0                   | 19. April 1987    | 2        | 0        | 0            | 0                | 0           | 2010          | 0                    | 0                  |
| Abwehrspieler     |                         |                      |                         |                     |                   |          |          |              |                  |             |               |                      |                    |
| 03                | Leighton Baines         | FC Everton           | 024                     | 01                  | 11. Dezember 1984 | 2        | 0        | 0            | 0                | 0           |               |                      |                    |
| 05                | Gary Cahill             | FC Chelsea           | 024                     | 03                  | 19. Dezember 1985 | 3        | 0        | 0            | 0                | 0           |               |                      |                    |
| 06                | Phil Jagielka           | FC Everton           | 026                     | 02                  | 17. August 1982   | 2        | 0        | 0            | 0                | 0           |               |                      |                    |
| 02                | Glen Johnson            | FC Liverpool         | 052                     | 01                  | 23. August 1984   | 2        | 0        | 0            | 0                | 0           | 2010          | 4                    | 0                  |
| 16                | Phil Jones              | Manchester United    | 010                     | 0                   | 21. Februar 1992  | 1        | 0        | 0            | 0                | 0           |               |                      |                    |
| 23                | Luke Shaw               | FC Southampton       | 002                     | 0                   | 12. Juli 1995     | 1        | 0        | 0            | 0                | 0           |               |                      |                    |
| 12                | Chris Smalling          | Manchester United    | 012                     | 0                   | 22. November 1989 | 1        | 0        | 0            | 0                | 0           |               |                      |                    |
| Mittelfeldspieler |                         |                      |                         |                     |                   |          |          |              |                  |             |               |                      |                    |
| 21                | Ross Barkley            | FC Everton           | 006                     | 0                   | 5. Dezember 1993  | 3        | 0        | 1            | 0                | 0           |               |                      |                    |
| 04                | Steven Gerrard          | FC Liverpool         | 111                     | 21                  | 30. Mai 1980      | 3        | 0        | 0            | 0                | 0           | 2006, 2010    | 9                    | 3                  |
| 14                | Jordan Henderson        | FC Liverpool         | 011                     | 0                   | 17. Juni 1990     | 2        | 0        | 0            | 0                | 0           |               |                      |                    |
| 20                | Adam Lallana            | FC Southampton       | 006                     | 0                   | 10. Mai 1988      | 3        | 0        | 1            | 0                | 0           |               |                      |                    |
| 08                | Frank Lampard           | FC Chelsea           | 105                     | 29                  | 20. Juni 1978     | 1        | 0        | 0            | 0                | 0           | 2006, 2010    | 9                    | 0                  |
| 17                | James Milner            | Manchester CityM     | 047                     | 01                  | 4. Januar 1986    | 1        | 0        | 0            | 0                | 0           | 2010          | 3                    | 0                  |
| 15                | Alex Oxlade-Chamberlain | FC ArsenalP          | 015                     | 03                  | 15. August 1993   | 0        | 0        | 0            | 0                | 0           |               |                      |                    |
| 19                | Raheem Sterling         | FC Liverpool         | 004                     | 0                   | 8. Dezember 1994  | 3        | 0        | 1            | 0                | 0           |               |                      |                    |
| 07                | Jack Wilshere           | FC ArsenalP          | 018                     | 0                   | 1. Januar 1992    | 2        | 0        | 0            | 0                | 0           |               |                      |                    |
| Stürmer           |                         |                      |                         |                     |                   |          |          |              |                  |             |               |                      |                    |
| 18                | Rickie Lambert          | FC Southampton       | 006                     | 03                  | 16. Februar 1982  | 1        | 0        | 0            | 0                | 0           |               |                      |                    |
| 10                | Wayne Rooney            | Manchester United    | 092                     | 39                  | 24. Oktober 1985  | 3        | 1        | 0            | 0                | 0           | 2006, 2010    | 8                    | 0                  |
| 09                | Daniel Sturridge        | FC Liverpool         | 012                     | 04                  | 1. September 1989 | 3        | 1        | 0            | 0                | 0           |               |                      |                    |
| 11                | Danny Welbeck           | Manchester United    | 024                     | 08                  | 26. November 1990 | 2        | 0        | 0            | 0                | 0           |               |                      |                    |

(*) angegeben sind nur die Spiele und Tore, die vor Beginn der Weltmeisterschaft absolviert bzw. erzielt wurden, aktualisiert nach den Spielen am 30. Mai 2014 gegen Peru, Ecuador am 4. Juni 2014 und Honduras am 7. Juni 2014
1. ↑  M = Der Verein wurde in der Saison 2013/14 Meister seines Landes, P = Der Verein wurde in der Saison 2013/14 Pokalsieger seines Landes, A = Der Verein stieg aus der höchsten Spielklasse ab.

## Endrunde

### Gruppenphase
Bei der am 6. Dezember 2013 vorgenommenen Auslosung der Endrunde wurde England aufgrund der Platzierung in der FIFA-Weltrangliste im Oktober 2013 dem Topf 4 mit den ungesetzten europäischen Mannschaften zugeteilt und der Gruppe D mit Uruguay, Italien und Costa Rica zugelost. Damit standen erstmals drei ehemalige Weltmeister bei einer WM-Endrunde in einer Vorrundengruppe. Gegen Uruguay spielte England zuletzt am 1. März 2006 in einem Freundschaftsspiel und gewann in Liverpool mit 2:1. Bei Weltmeisterschaften trafen beide zuletzt 1966 im torlosen Eröffnungsspiel aufeinander. 1954 traf England im Viertelfinale auf Weltmeister Uruguay und verlor mit 2:4. Die Gesamtbilanz gegen Uruguay war mit je drei Remis und Siegen sowie vier Niederlagen schon vor der WM negativ. Das letzte Wettbewerbsspiel zwischen England und Italien war das Viertelfinale der EM-2012, bei dem England nach torlosem Ausgang traditionsgemäß das Elfmeterschießen verlor. Am 15. August 2012 gab es noch ein Freundschaftsspiel, das England mit 2:1 gewinnen konnte. Das bisher einzige WM-Spiel zwischen beiden Mannschaften war 1990 das Spiel um Platz 3, das Italien mit 2:1 gewinnen konnte. In insgesamt 24 Begegnungen vor der WM gab es 8 Siege für England, 7 Remis und 9 Siege für Italien. Gegen Costa Rica gab es vor der WM noch kein Spiel.
Mannschaftsquartier war das Royal Tulip in Rio de Janeiro.
| Rang | Land       | Tore | Punkte |
| ---- | ---------- | ---- | ------ |
| 1    | Costa Rica | 4:1  | 7      |
| 2    | Uruguay    | 4:4  | 6      |
| 3    | Italien    | 2:3  | 3      |
| 4    | England    | 2:4  | 1      |

- Sa., 14. Juni 2014, 18:00 Uhr (24:00 Uhr MESZ) in Manaus
 England –  Italien 1:2 (1:1)
- Do., 19. Juni 2014, 16:00 Uhr (21:00 Uhr MESZ) in São Paulo
 Uruguay –  England 2:1 (1:0)
- Di., 24. Juni 2014, 13:00 Uhr (18:00 Uhr MESZ) in Belo Horizonte
 Costa Rica –  England 0:0

England hatte zuvor lediglich einmal bei der WM 1950 in der Vorrunde in Belo Horizonte gespielt, wobei sensationell mit 0:1 gegen die USA verloren wurde, aber zuvor weder in Manaus noch São Paulo.
England belegte erstmals bei einer WM in der Gruppenphase den letzten Platz und schied damit zum ersten Mal seit 56 Jahren bereits in der Vorrunde aus (letztes Aus in der Vorrunde in Schweden 1958 nach Entscheidungsspiel gegen die Sowjetunion).

## Sportliche Auswirkungen
In der FIFA-Weltrangliste fiel England um zehn Plätze von Platz 10 auf Platz 20.

## Rücktritte
Nach der WM erklärten Kapitän Steven Gerrard und Frank Lampard ihren Rücktritt.